# Peter-Johannes von Geyso
Peter-Johannes von Geyso (* 24. Oktober 1941 in Berlin) ist ein Generalmajor außer Dienst des Heeres der Bundeswehr. 

## Leben

### Kindheit, Ausbildung und erste Verwendungen
Peter-Johannes von Geyso wurde 1941 als Sohn von Eckhard von Geyso geboren. Peter-Johannes von Geyso trat nach dem Abitur 1960 als Reserveoffizieranwärter in die Bundeswehr ein und wurde bis März 1962 zum Reserveoffizier ausgebildet. Anschließend studierte er zwei Semester Rechtswissenschaft. Am 1. August 1963 wurde er in die Bundeswehr wiedereingestellt und diente in der Artillerietruppe als Artillerieoffizier, Hörsaal-Offizier und S3-Offizier (Ausbildung, Einsatz, Übung). Von 1968 bis 1972 hatte er eine Verwendung als Batteriechef.

### Dienst als Stabsoffizier
Von 1972 bis 1974 absolvierte von Geyso den 15. Generalstabslehrgang Heer an der Führungsakademie der Bundeswehr in Hamburg, wo er zum Offizier im Generalstabsdienst ausgebildet wurde und besuchte das Command and General Staff College der United States Army in Fort Leavenworth in Kansas in den Vereinigten Staaten. Anschließend hatte er eine Verwendung im Führungsstab der Streitkräfte (Fü S) im Bundesministerium der Verteidigung (BMVg) in Bonn sowie als G3 der Panzerbrigade 36 in Bad Mergentheim. Von 1979 bis 1981 war er Bataillonskommandeur des Panzerartilleriebataillons 15 in der Yorck-Kaserne in Stadtoldendorf. Danach wechselte er in den Fü S als Referent für nukleare Rüstungskontrolle. 1983 wurde er Dezernatsleiter für Militärpolitik im Stab des Deutschen Militärischen Vertreters beim Militärausschuss der NATO in Brüssel (Belgien). 1986 wechselte er erneut in den Fü S, dann als Referatsleiter für Militärstrategie. 

### Dienst als General
1988 wurde von Geyso Brigadekommandeur der Panzerbrigade 36. Ab 1. April 1991 war er Leiter des BMVg-Anteils an der VKSE-Delegation in Wien (Österreich). Mit der Aufstellung der Allied Command Europe Rapid Reaction Corps 1993 in Rheindahlen war er bis 31. Dezember 1994 stellvertretender Chef des Stabes (RSC/G5) im Hauptquartier. Ab 1. Januar 1995 übernahm er das Kommando über das Zentrums für Verifikationsaufgaben der Bundeswehr in Geilenkirchen und ab Juni 1999 Kommandeur der Multinational Division Central (Airmobile) in Mönchengladbach. Mit Ablauf des März 2002 trat er aus dieser Position in den Ruhestand.

### Privates
Von Geyso ist verheiratet, hat zwei Kinder und ist evangelischen Glaubens.
Nach seiner Versetzung in den Ruhestand engagierte sich von Geyso als Vorsitzender eines Hospiz-Vereins und hielt Vorträge bei der Clausewitz-Gesellschaft.

## Auszeichnungen
- Ehrenkreuz der Bundeswehr in Gold (4. Juni 1986)
- Großes Goldenes Ehrenzeichen für Verdienste um die Republik Österreich (13. Dezember 1993)
- Verdienstkreuz am Bande des Verdienstordens der Bundesrepublik Deutschland (24. Februar 1995)